# Болнісі
Бо́лнісі (груз. ბოლნისი, азерб. Bolnisi) — місто, адмінцентр муніципалітету Болнісі, мхаре Квемо-Картлі, Грузія. 

## Географія
Болнісі розташований на берегах річки Машавера, на висоті 550 метрів над рівнем моря, за 64 км від Тбілісі. 

## Клімат
| Кліматограма Болнісі | Кліматограма Болнісі | Кліматограма Болнісі | Кліматограма Болнісі | Кліматограма Болнісі | Кліматограма Болнісі | Кліматограма Болнісі | Кліматограма Болнісі | Кліматограма Болнісі | Кліматограма Болнісі | Кліматограма Болнісі | Кліматограма Болнісі |
| --- | -------------------- | -------------------- | -------------------- | -------------------- | -------------------- | -------------------- | -------------------- | -------------------- | -------------------- | -------------------- | -------------------- |
| С | Л                    | Б                    | К                    | Т                    | Ч                    | Л                    | С                    | В                    | Ж                    | Л                    | Г                    |
| 34 4 −7 | 43 6 −6              | 72 10 −2             | 103 14 3             | 101 19 8             | 52 23 13             | 32 27 17             | 37 27 17             | 54 22 12             | 77 16 7              | 57 10 0              | 37 6 −5              |
| Середня макс. і мін. температури повітря (°C) Атмосферні опади (мм), за рік : 699 мм. Джерело: «Climate-Data.org» (англ.) |                      |                      |                      |                      |                      |                      |                      |                      |                      |                      |                      |

## Історія

Місто було засновано під назвою Катаріненфельд на честь сестри царя Олександра I Катерини Павлівни 1818 року, коли там оселились 95 німецьких родин зі Швабії. Після радянізації 1921 року місто було перейменовано на Люксембург на честь німецької комуністки Рози Люксембург. 1941 року всі німці (окрім тих, хто перебував у шлюбі з грузинами) були виселені до Сибіру чи Казахстану. 1944 року місто було перейменовано на Болнісі.
Є залізнична станція Болнісі Грузинської залізниці на лінії Марнеулі — Казреті.
31 грудня 1967 року селище Болнісі отримало статус міста.
У Болнісі розміщується найдавніший християнський храм Грузії — Болніський Сіон, збудований у V столітті. На стінах храму зберігся стародавній напис грузинською.

## Населення
Чисельність населення міста, станом на 2022 рік, налічує 8,203 особи.
У 1968 році в Болнісі мешкало 16,3 тисяч осіб, а за переписом 1989 року населення міста становило 15,047 осіб, у 2014 році — 8,967 осіб. 
| Рік  | Чисельність | Чисельність |
| ---- | ----------- | ----------- |
| 1922 | 4591        | [ 11 ]      |
| 1926 | 5658        | [ 11 ]      |
| 1939 | 7137        | [ 11 ]      |
| 1959 | 12 420      | [ 11 ]      |
| 1968 | 16 300      | [ 12 ]      |

| Рік  | Чисельність | Чисельність |
| ---- | ----------- | ----------- |
| 1970 | 11 504      | [ 11 ]      |
| 1979 | 12 442      | [ 11 ]      |
| 1989 | 15 047      |             |
| 2002 | 9944        | [ 13 ]      |
| 2014 | 8967        | [ 14 ]      |

| Рік  | Чисельність | Чисельність |
| ---- | ----------- | ----------- |
| 2016 | 8116        | [ 11 ]      |
| 2017 | 8121        | [ 11 ]      |
| 2018 | 8168        | [ 11 ]      |
| 2019 | 8197        | [ 11 ]      |
| 2020 | 8205        | [ 11 ]      |

| Рік  | Чисельність | Чисельність |
| ---- | ----------- | ----------- |
| 2021 | 8288        | [ 11 ]      |
| 2022 | 8203        | [ 11 ]      |
| 2023 | 8406        | [ 1 ]       |

| Рік  | Чисельність | Чисельність |
| ---- | ----------- | ----------- |
| 1922 | 4591        | [ 11 ]      |
| 1926 | 5658        | [ 11 ]      |
| 1939 | 7137        | [ 11 ]      |
| 1959 | 12 420      | [ 11 ]      |
| 1968 | 16 300      | [ 12 ]      |

| Рік  | Чисельність | Чисельність |
| ---- | ----------- | ----------- |
| 1970 | 11 504      | [ 11 ]      |
| 1979 | 12 442      | [ 11 ]      |
| 1989 | 15 047      |             |
| 2002 | 9944        | [ 13 ]      |
| 2014 | 8967        | [ 14 ]      |

| Рік  | Чисельність | Чисельність |
| ---- | ----------- | ----------- |
| 2016 | 8116        | [ 11 ]      |
| 2017 | 8121        | [ 11 ]      |
| 2018 | 8168        | [ 11 ]      |
| 2019 | 8197        | [ 11 ]      |
| 2020 | 8205        | [ 11 ]      |

| Рік  | Чисельність | Чисельність |
| ---- | ----------- | ----------- |
| 2021 | 8288        | [ 11 ]      |
| 2022 | 8203        | [ 11 ]      |
| 2023 | 8406        | [ 1 ]       |

Етнічний склад змішаний, населення муніципалітету в основному азербайджанське.